# Vlky
Vlky (Hongaars:Vők) is een Slowaakse gemeente in de regio Bratislava, en maakt deel uit van het district Senec.
Vlky telt 407 inwoners waarvan de meerderheid etnisch Hongaar is.
De gemeente behoorde tot 1920 tot Hongarije en werd in dat jaar toegedeeld aan het nieuw gevormde land Tsjecho-Slowakije. De Hongaarse bewoners behoren sindsdien tot de Hongaarse minderheid in Slowakije.
De gemeente is een van de gemeenten in de regio Bratislava die een Hongaars karakter kennen.
Bernolákovo · Blatné · Boldog · Čataj · Dunajská Lužná · Hamuliakovo · Hrubá Borša · Hrubý Šúr · Hurbanova Ves · Chorvátsky Grob · Igram · Ivanka pri Dunaji · Kalinkovo · Kaplna · Kostolná pri Dunaji · Kráľová pri Senci · Malinovo · Miloslavov · Most pri Bratislave · Nová Dedinka · Nový Svet · Reca · Rovinka · Senec · Tomášov · Tureň · Veľký Biel · Vlky · Zálesie